# Avengers: Doomsday
Avengers: Doomsday (tạm dịch tiếng Việt: Avenger: Ngày tận thế) là phim điện ảnh siêu anh hùng sắp ra mắt của Mỹ, dựa trên đội siêu anh hùng Avengers của truyện tranh Marvel Comics. Phim do Marvel Studios và AGBO sản xuất, dưới sự phân phối của Walt Disney Studios Motion Pictures. Đây là phần tiếp theo của Avengers: Hồi kết (2019) và sẽ là phim thứ 39 trong Vũ trụ Điện ảnh Marvel (MCU). Đạo diễn phim là Anthony và Joe Russo, cùng với các biên kịch Michael Waldron và Stephen McFeely, dàn diễn viên tham gia gồm có Chris Hemsworth, Vanessa Kirby, Anthony Mackie, Sebastian Stan, Letitia Wright, Paul Rudd, Wyatt Russell, Tenoch Huerta Mejía, Ebon Moss-Bachrach, Simu Liu, Florence Pugh, Kelsey Grammer, Lewis Pullman, Danny Ramirez, Joseph Quinn, David Harbour, Winston Duke, Hannah John-Kamen, Tom Hiddleston, Patrick Stewart, Ian McKellen, Alan Cumming, Rebecca Romijn, James Marsden, Channing Tatum, Pedro Pascal và Robert Downey Jr..
Trước đó vào tháng 7 năm 2022, hai phim Avengers là The Kang Dynasty và Secret Wars đã được thông báo sản xuất làm phần kết cho "Giai đoạn 6" cũng như toàn bộ Saga Đa Vũ trụ của MCU. Destin Daniel Cretton khi đó được thuê làm đạo diễn The Kang Dynasty và Jonathan Majors được chọn vào vai phản diện chính Kang the Conqueror. Jeff Loveness tham gia với tư cách biên kịch vào tháng 9 cùng năm. Tới tháng 11 năm 2023, Cretton dời dự án, Michael Waldron thay thế Loveness, trong khi đó Marvel xem xét bỏ nhân vật Kang do bê bối đời tư của Majors. Anh sau đó bị sa thải vào ngay tháng sau đó. 
Tháng 7 năm 2024, anh em nhà Russo trở lại đảm nhận vai trò đạo diễn cùng với biên kịch Stephen McFeely, nhân vật Doctor Doom được chọn thay thế với phần thể hiện của Robert Downey Jr., The Kang Dynasty qua đó cũng đổi thành Doomsday. Quá trình quay phim dự kiến kéo dài từ tháng 3 tới tháng 8 năm 2025 tại London với sự góp mặt của nhiều diễn viên trong các dự án MCU trước đó. Alan Silvestri cũng trở lại làm nhạc sĩ, sau Avengers: Cuộc chiến vô cực và Hồi kết.

## Phát hành
Avengers: Doomsday dự kiến ra mắt ngày 1 tháng 5 năm 2026. Trước đó phim đã có kế hoạch phát hành ngày 2 tháng 5 năm 2025 nhưng phải lùi lại do cuộc đình công của giới biên kịch năm 2023. Phim sẽ thuộc Giai đoạn 6 của MCU.

## Phần tiếp theo
Phần kế tiếp là Avengers: Secret Wars, đã được lên kế hoạch ra rạp vào ngày 7 tháng 5 năm 2027. Phim cũng do McFeely biên kịch và anh em nhà Russo đạo diễn, sẽ là phim cuối của Giai đoạn 6.